# خولیو ولاسکز
خولیو ولاسکز (اسپانیایی: Julio Velázquez‎؛ زادهٔ ۵ اکتبر ۱۹۸۱) سرمربی فوتبال اهل اسپانیا است.
وی سرمربی‌گری را از سن ۱۵ سالگی آغاز کرده و با هدایت باشگاه فوتبال ویارئال بی در ۳۰ سالگی، جوان‌ترین سرمربی تاریخ لا لیگا ۲ محسوب می‌شود.